# Абе Йошітоші
Абе Йошітоші (яп. 安倍 吉俊, Abe Yoshitoshi, часто згадується як Yoshitoshi ABe, нар. 3 серпня 1971) — японський художник-ілюстратор, який здебільшого працює над аніме- та манґа-роботами. Найбільше відомий завдяки роботі над створенням аніме-серіалів Експерименти Лейн (1998), Haibane Renmei (2002, створений на основі робіт Абе), Texhnolyze (2003) та NieA_7 (2000, автор дизайну персонажів та автор манґи).

## Біографія
У 1971 році завершив навчання у Токійському університеті мистецтв.
Віддає перевагу нестандартній типографії. Йому подобається під час написання свого імені латиницею записувати «Y» у нижньому регістрі, а «B» — у верхньому.
Відомо, що Абе є художником з досить гарними технічними знанням, він малює ескізи своїх робіт лише пальцем за допомогою додатку для iPad. Він самостійно видав два додзінсі в електронному вигляді, не звертаючись до традиційних видавництв друкованих видань: «Pochiyama at the Pharmacy» у 2008 році на iPhone та iPod Touch та «I am an Alien, I have a Question» у 2010 році для Kindle.

## Особисте життя
11 листопада 2011 року Абе одружився з художницею Юкарі Сасакі, яка з 2010 року була його помічницею над манґа-роботами. 21 вересня 2012 у них народилася донька.

## Роботи

### Друковані роботи

#### Манґа
- Ame no Furu Basho (雨の降る場所, 1994, автор, дебютна робота[12][13])
- White Rain (1997, автор та ілюстратор[13])
- The Nightmare of Fabrication (1998, автор та ілюстратор[13])
- NieA_7[en] (1999—2001) (сценарій та ілюстрації[4][13])
- Essence (2001) (сценарій та ілюстрації[4][13])
- robot (2004, автор та ілюстратор[13])
- Pochiyama at the Pharmacy (2005) (сценарій та ілюстрації[4])
- Despera[en] (2008—2010) (дизайн персонажів[4])
- Ryūshika Ryūshika (2009) (сценарій та ілюстрації[4][13])
- All You Need Is Kill (2014) (дизайн персонажів[4])

#### Додзінсі
- Haibane Renmei (1998—2002) (автор[4])

#### Ранобе
- NHK ni Youkoso! (2002, ілюстратор[4][13])
- All You Need Is Kill (2004) (ілюстратор[4][13])
- Living Dead Fastener Lock (2009) (ілюстратор[4][13])
- Phenomeno (2012) (ілюстратор[4][13])
- Akatsuki no Battlogica (2015) (ілюстратор[4][13])
- Jikyoku Kokkairoku (2016) (ілюстратор[4][13])
- RErideD: Tokigoe no Derrida[en] (2018) (ілюстратор[13])

### Аніме
- Експерименти Лейн (1998) (дизайн персонажів[14][4], ключова анімація в 13-й серії[4])
- NieA_7[en] (2000) (дизайн персонажів[14][4], сценарій[14], ключова анімація[4])
- Haibane Renmei (2002) (сценарист[4])
- Texhnolyze (2003) (дизайн персонажів[4])
- RErideD[en] (2018) (дизайн персонажів[4])

### Відеоігри
- Phenomeno (2012) (дизайн персонажів, ілюстратор[15])